# Beppo Harrach

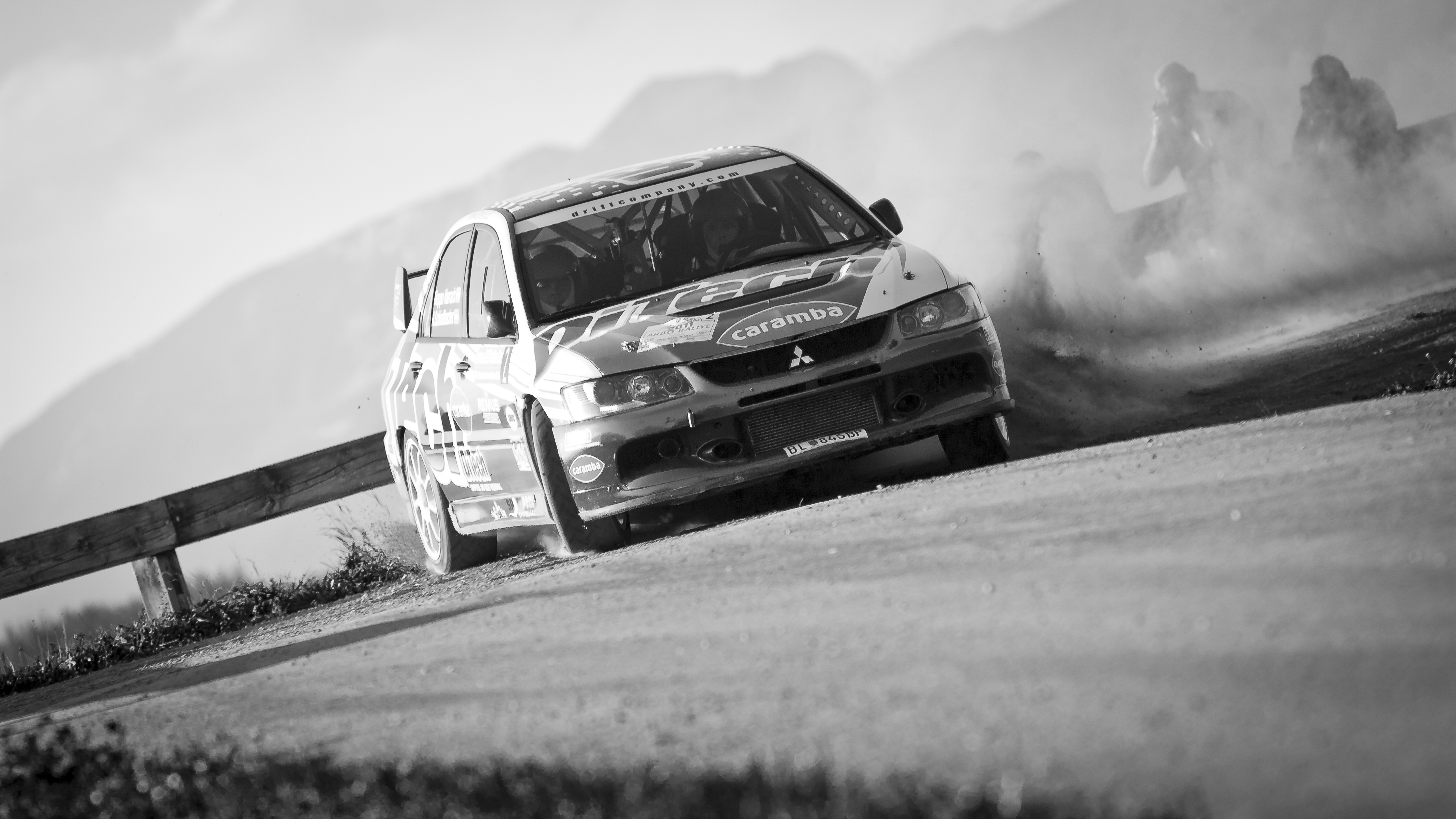
Beppo Harrach och Andi Schindlbacher under ARBÖ Rallye 2011.

Beppo Harrach, född 11 februari, 1979 i Wien, Österrike, är en österrikisk rallyförare som för närvarande bor i Bruck an der Leitha, Österrike. Sedan 2010 har Harrach kört med sin kartläsare Andreas Schindlbacher, för DiTech Racing Team som grundades samma år.